# عملات أولمبية من دار سك العملة الملكية الكندية
منذ دورة الألعاب الأولمبية الصيفية عام 1976 في مونتريال، ضربت دار سك العملة الملكية الكندية عملات أولمبية صيفية وشتوية للاحتفال بالألعاب التي أُقيمت في كندا.

## تاريخ
إحدى أقدم مجموعات العملات المعدنية هي العملات الأولمبية من فئة الخمسة والعشرة دولارات لدورة الألعاب الأولمبية في مونتريال عام 1976. أصدرت الكلية الملكية للموسيقى بدءًا من عام 1973، أربع مجموعات من العملات المعدنية (عملتان من فئة الخمسة دولارات وعملتان من فئة العشرة دولارات). بناءً على طلب الحكومة الفيدرالية، بقيادة رئيس الوزراء بيير إليوت ترودو، أُتفق على أن تُساعد العملات المعدنية في تمويل إحياء ذكرى دورة الألعاب الأولمبية الصيفية لعام 1976. كانت الخطة هي الحصول على ثلاثين عملة معدنية، وثمانية وعشرون عملة فضية بقيمة اسمية 5 دولارات و10 دولارات، عملتين ذهبيتين بقيمة اسمية 100 دولار. وهي أول العملات الأولمبية الحديثة بقيمة اسمية مائة دولار. نظرًا للسَك المرتفع بشكل لا يصدق (أُنتج أكثر من 20 مليون عملة معدنية)، هذه العملات المعدنية ليس لها أي قيمة استثمارية على الإطلاق. تُباع عادةً معظم هذه العملات المعدنية اليوم لمحتواها الفضي.
توسّع نطاق العملات بعد مشروع العملات الأولمبية، لِيشمل عملات ذهبية من فئة 100 دولار. تُباع هذه العملات المميزة بأسعار أعلى من قيمتها الاسمية. تراوح سعر الإصدار الشائع بين عامي 1977 و1979 بين 140 و180 دولارًا. تُغلف العملات عادةً بأغلفة من الجلد الصناعي البني أو الأسود مع لمسات باللون الكستنائي أو الأزرق، وشهادة أصالة. من بين جميع هذه العملات، العملة الوحيدة التي شهدت زيادة ملحوظة في قيمتها في السوق الثانوية هي عملة "ضربات نفط ألبرتا" لعام 2002.
مع حلول 1980، عادت الألعاب الأولمبية إلى كندا. استضافت مدينة كالغاري دورة الألعاب الأولمبية الشتوية لعام 1988. وبدءًا من عام 1985، أصدرت الحكومة الفيدرالية، بقيادة رئيس الوزراء برايان مولروني ، مجموعة من عشر عملات معدنية للمساعدة في تمويل الألعاب الأولمبية وإحياء ذكراها. صدرت هذه العملات بجودة الإثبات فقط، وبيعت بالشراكة مع البنك الملكي الكندي. من بين بنود الاتفاقية مع البنك الملكي إمكانية استرداد هذه العملات بقيمتها الاسمية. على عكس عملات مونتريال، اقتصر سك العملة على 5 ملايين عملة؛ وهذه أول مرة تُطبع فيها على أي عملة فضية عبارة "الألعاب الأولمبية الشتوية الخامسة عشرة- ألعاب أولمبية شتوية".
عقدت دار سك العملة الملكية الكندية مؤتمرًا صحفيًا في 23 فبراير 2007، في كالجاري، ألبرتا، للإعلان عن إصدار عملات فانكوفر الأولمبية التذكارية. فئة عملات فانكوفر الأولمبية هي خمسة وعشرون دولارًا. تُعد عملات الخمسة والعشرين دولارًا أول عملات أولمبية حديثة تحمل صورة ثلاثية الأبعاد على ظهرها.

## دورة الألعاب الصيفية في مونتريال عام 1976
يتفق معظم علماء العملات على أن أول مجموعة حقيقية لعلم العملات كانت عملات الخمسة والعشرة دولارات الأولمبية لدورة الألعاب الأولمبية في مونتريال عام 1976. انخرطت دار سك العملة الملكية الكندية (RCM) ابتداءً من فبراير 1973، في برنامج طَموح للغاية. بناءً على طلب الحكومة الفيدرالية، بقيادة رئيس الوزراء آنذاك بيير إليوت ترودو، أتُفق على أن تُسهم هذه العملات في تمويل دورة الألعاب الأولمبية الصيفية لعام 1976 وإحياء ذكراها.
الخطة أن يكون هناك ثلاثون عملة، ثمانية وعشرون منها فضية بقيمتين اسميتين 5 و10 دولارات، وعملتان ذهبيتان. هذه أول مرة تُصدر فيها شركة RCM عملات بقيمتين اسميتين 5 و10 دولارات منذ عام 1914. صُنفت هذه العملات في سبع سلاسل، كل سلسلة مُكونة من أربع مجموعات (عملتان من فئة خمسة دولارات وعملتان من فئة عشرة دولارات). شُكّلت السلاسل السبع على النحو التالي:
- جغرافي
- الزخارف الأولمبية
- الرياضات الكندية المبكرة
- ألعاب القوى الأولمبية
- الرياضات المائية الأولمبية
- الفريق الأولمبي ورياضات التلامس الجسدي
- الهدايا التذكارية الأولمبية

يبلغ الوزن الإجمالي لعملات فئة 10 دولارات 48.600 غرام، يبلغ الوزن الإجمالي لعملات فئة 5 دولارات 24.300 غرام. تتكون كل عملة من 92.5% فضة، ويبلغ الوزن الصافي للفضة 44.955 غرام (1.4453 أونصة طروادة) و22.478 غرام (0.7227 أونصة طروادة) على التوالي.
أبرز ما يميز هذه العملات التصاميم الموحدة والتشطيبات الفريدة. صُممت جميع العملات 28 بنفس الأسلوب. حَمل الجزء العلوي من العملة شعار الأولمبياد، فئته، ونصه في نفس المكان. تألفت التشطيبات من نمطين مختلفين لم يُستخدما من قبل في العملات الكندية. النمط الأول عبارة عن تأثير ساتان أو متجمد يزين العملة. أما النمط الثاني عبارة عن تشطيب تجريبي، يتكون من حروف متجمدة وتصميم مُصمم على خلفية مرآة لامعة. كان على الكلية الملكية للموسيقى الحصول على معدات خاصة لتحقيق التشطيب المطلوب.
باع البنك في البداية عددًا محدودًا جدًا من عملات الـ 5 و10 دولارات في عبوات بلاستيكية، لم تَكّن العملات مغلفة. كان من الممكن شراء العملات بشكل منفصل، أو بشكل فردي.

### عملات أولمبياد مونتريال 1976
السلسلة 1
| سنة  | رقم العملة   | القيمة الاسمية | سمة                        | فنان      | ضرب النقود               | سعر الإصدار (مُغلَّف) | سعر الإصدار (الحالة القياسية) |
| ---- | ------------ | -------------- | -------------------------- | --------- | ------------------------ | ------------------ | ----------------------------- |
| 1973 | العملة رقم 1 | عشرة دولارات   | خريطة العالم               | جورج هويل | 543,098                  | 12.00 دولارًا       | 14.00 دولارًا                  |
| 1973 | العملة رقم 2 | خمسة دولارات   | خريطة أمريكا الشمالية      | جورج هويل | 537,898                  | 6.00 دولارًا        | 7.50 دولارًا                   |
| 1973 | العملة رقم 3 | عشرة دولارات   | أفق مونتريال               | جورج هويل | متضمن في سك العملة رقم 1 | 12.00 دولارًا       | 14.00 دولارًا                  |
| 1973 | العملة رقم 4 | خمسة دولارات   | كينغستون والقوارب الشراعية | جورج هويل | متضمن في سك العملة رقم 2 | 6.00 دولارًا        | 7.50 دولارًا                   |

السلسلة 2
| سنة  | رقم العملة   | القيمة الاسمية | سمة                        | فنان       | ضرب النقود               | سعر الإصدار (مُغلَّف) | سعر الإصدار (الحالة القياسية) |
| ---- | ------------ | -------------- | -------------------------- | ---------- | ------------------------ | ------------------ | ----------------------------- |
| 1974 | العملة رقم 5 | عشرة دولارات   | رأس زيوس                   | أنتوني مان | 1,990,570                | 15.00 دولارًا       | 17.00 دولارًا                  |
| 1974 | العملة رقم 6 | خمسة دولارات   | رياضي يحمل شعلة            | أنتوني مان | 1,974,939                | 7.50 دولارًا        | 9.00 دولارًا                   |
| 1974 | العملة رقم 7 | عشرة دولارات   | معبد زيوس                  | أنتوني مان | متضمن في سك العملة رقم 5 | 15.00 دولارًا       | 17.00 دولارًا                  |
| 1974 | العملة رقم 8 | خمسة دولارات   | الحلقات الأولمبية والإكليل | أنتوني مان | متضمن في سك العملة رقم 6 | 7.50 دولارًا        | 9.00 دولارًا                   |

السلسلة 3
| سنة  | رقم العملة    | القيمة الاسمية | سمة           | فنان      | ضرب النقود                | سعر الإصدار (مُغلَّف) | سعر الإصدار (الحالة القياسية) |
| ---- | ------------- | -------------- | ------------- | --------- | ------------------------- | ------------------ | ----------------------------- |
| 1974 | العملة رقم 9  | عشرة دولارات   | لاكروس        | كين دانبي | 1,990,570                 | 15.75 دولارًا       | 17.00 دولارًا                  |
| 1974 | العملة رقم 10 | خمسة دولارات   | التجديف       | كين دانبي | 1,974,939                 | 8.00 دولارًا        | 9.00 دولارًا                   |
| 1974 | العملة رقم 11 | عشرة دولارات   | ركوب الدراجات | كين دانبي | متضمن في سك العملة رقم 9  | 15.75 دولارًا       | 17.00 دولارًا                  |
| 1974 | العملة رقم 12 | خمسة دولارات   | تجديف         | كين دانبي | متضمن في سك العملة رقم 10 | 8.00 دولارًا        | 9.00 دولارًا                   |

السلسلة 4
| سنة  | رقم العملة    | القيمة الاسمية | سمة                 | فنان      | ضرب النقود                | سعر الإصدار (مُغلَّف) | سعر الإصدار (الحالة القياسية) |
| ---- | ------------- | -------------- | ------------------- | --------- | ------------------------- | ------------------ | ----------------------------- |
| 1975 | العملة رقم 13 | عشرة دولارات   | سباق الحواجز للرجال | ليو يركسا | 1,985,000                 | 15.75 دولارًا       | 17.00 دولارًا                  |
| 1975 | العملة رقم 14 | خمسة دولارات   | ماراثون             | ليو يركسا | 2,476,217                 | 8.00 دولارًا        | 9.00 دولارًا                   |
| 1975 | العملة رقم 15 | عشرة دولارات   | دفع الجلة للسيدات   | ليو يركسا | متضمن في سك العملة رقم 13 | 15.75 دولارًا       | 17.00 دولارًا                  |
| 1975 | العملة رقم 16 | خمسة دولارات   | رمي الرمح للسيدات   | ليو يركسا | متضمن في سك العملة رقم 14 | 8.00 دولارًا        | 9.00 دولارًا                   |

السلسلة 5
| سنة  | رقم العملة    | القيمة الاسمية | سمة     | فنان       | ضرب النقود                | سعر الإصدار (مُغلَّف) | سعر الإصدار (الحالة القياسية) |
| ---- | ------------- | -------------- | ------- | ---------- | ------------------------- | ------------------ | ----------------------------- |
| 1975 | العملة رقم 17 | عشرة دولارات   | التجديف | ليندا كوبر | 1,985,000                 | 15.75 دولارًا       | 17.00 دولارًا                  |
| 1975 | العملة رقم 18 | خمسة دولارات   | الغوص   | ليندا كوبر | 2,476,217                 | 8.00 دولارًا        | 9.00 دولارًا                   |
| 1975 | العملة رقم 19 | عشرة دولارات   | الإبحار | ليندا كوبر | متضمن في سك العملة رقم 17 | 15.75 دولارًا       | 17.00 دولارًا                  |
| 1975 | عملة رقم 20   | خمسة دولارات   | سباحة   | ليندا كوبر | متضمن في سك العملة رقم 18 | 8.00 دولارًا        | 9.00 دولارًا                   |

السلسلة 6
| سنة  | رقم العملة    | القيمة الاسمية | سمة        | فنان         | ضرب النقود                | سعر الإصدار (مُغلَّف) | سعر الإصدار (الحالة القياسية) |
| ---- | ------------- | -------------- | ---------- | ------------ | ------------------------- | ------------------ | ----------------------------- |
| 1976 | العملة رقم 21 | عشرة دولارات   | هوكي الحقل | شيجيو فوكادا | 1,887,630                 | 15.75 دولارًا       | 17.00 دولارًا                  |
| 1976 | عملة رقم 22   | خمسة دولارات   | سياج       | شيجيو فوكادا | 1,985,257                 | 8.00 دولارًا        | 9.00 دولارًا                   |
| 1976 | عملة رقم 23   | عشرة دولارات   | كرة القدم  | شيجيو فوكادا | متضمن في سك العملة رقم 21 | 15.75 دولارًا       | 17.00 دولارًا                  |
| 1976 | العملة رقم 24 | خمسة دولارات   | ملاكمة     | شيجيو فوكادا | متضمن في سك العملة رقم 22 | 8.00 دولارًا        | 9.00 دولارًا                   |

السلسلة 7
| سنة  | رقم العملة  | القيمة الاسمية | سمة                     | فنان              | ضرب النقود                | سعر الإصدار (مُغلَّف) | سعر الإصدار (الحالة القياسية) |
| ---- | ----------- | -------------- | ----------------------- | ----------------- | ------------------------- | ------------------ | ----------------------------- |
| 1976 | عملة رقم 25 | عشرة دولارات   | الملعب الأولمبي         | إليوت جون موريسون | 1,887,629                 | 15.75 دولارًا       | 17.00 دولارًا                  |
| 1976 | عملة رقم 26 | خمسة دولارات   | القرية الأولمبية        | إليوت جون موريسون | 1,985,257                 | 8.00 دولارًا        | 9.00 دولارًا                   |
| 1976 | عملة رقم 27 | عشرة دولارات   | مضمار الدراجات الأولمبي | إليوت جون موريسون | متضمن في سك العملة رقم 25 | 15.75 دولارًا       | 17.00 دولارًا                  |
| 1976 | عملة رقم 28 | خمسة دولارات   | الشعلة الأولمبية        | إليوت جون موريسون | متضمن في سك العملة رقم 22 | 8.00 دولارًا        | 9.00 دولارًا                   |

100 دولار من الذهب
| سنة  | سمة                         | فنان                | ضرب النقود | سعر الإصدار   |
| ---- | --------------------------- | ------------------- | ---------- | ------------- |
| 1976 | تذكارية أولمبية (14 قيراطًا) | دورا دي بيديري هانت | 650,000    | 105.00 دولارًا |
| 1976 | تذكارية أولمبية (22 قيراطًا) | دورا دي بيديري هانت | 350,000    | 150.00 دولارًا |

## دورة الألعاب الشتوية في كالجاري عام 1988
عادت الألعاب الأولمبية مع حلول 1980 إلى كندا. استضافت مدينة كالجاري دورة الألعاب الأولمبية الشتوية عام 1988. أصدرت الحكومة الفيدرالية بدءًا من عام 1985، بقيادة رئيس الوزراء آنذاك برايان مولروني، مجموعة من عشر عملات معدنية للمساعدة في تمويل الألعاب الأولمبية وإحياء ذكراها. على غرار أولمبياد مونتريال، قَدمت الكلية الملكية للموسيقى عملات معدنية بقيمة اسمية لم تُستخدم من قَبل. ستتميز هذه العملات المعدنية بقيمة اسمية تبلغ 20 دولارًا. صدرت هذه العملات بجودة Proof فقط، بيعت بالشراكة مع البنك الملكي الكندي. وعلى عكس عملات مونتريال، اقتصر سك العملة على 5,000,000 عملة معدنية، هذه أول مرة تحتوي فيها أي عملة فضية على أحرف حافة عليها. الأحرف المذكورة "ألعاب شتوية أولمبية خامسة عشرة- ألعاب أولمبية شتوية". توجد أنواع موجودة فاتتها عملية كتابة الحافة. تتوفر العملات العشر أيضًا في علبة خضراء من اللباد، تحمل شعار الأولمبياد من الخارج، وميدالية دار سك العملة الملكية الكندية من الداخل. سعرها 370 دولارًا أمريكيًا. يُمكن إزالة الميدالية ووضع العملة الذهبية، المعروضة بشكل منفصل، في مكانها. وُضعت شهادة الأصالة المرقمة والموقعة في تجويف العلبة الداخلي. وُضعت العلبة بالكامل في غلاف من الورق المقوى الأبيض، يحمل شعار الأولمبياد من الخارج.

### عملات كالجاري الأولمبية لعام 1988
| سنة  | مسلسل           | رياضة                   | فنان          | ضرب النقود | سعر الإصدار  | الوجه     | الوزن        | التكوين               |
| ---- | --------------- | ----------------------- | ------------- | ---------- | ------------ | --------- | ------------ | --------------------- |
| 1985 | السلسلة الأولى  | التزلج على المنحدرات    | إيان ستيوارت  | 406,360    | 37.00 دولارًا | 20 دولارًا | 34.107 غرامًا | 92.5% فضة / 7.5% نحاس |
| 1985 | السلسلة الأولى  | التزلج السريع           | فريدريش بيتر  | 354,222    | 37.00 دولارًا | 20 دولارًا | 34.107 غرامًا | 92.5% فضة / 7.5% نحاس |
| 1986 | السلسلة الثانية | الهوكي                  | إيان ستيوارت  | 396,602    | 37.00 دولارًا | 20 دولارًا | 34.107 غرامًا | 92.5% فضة / 7.5% نحاس |
| 1986 | السلسلة الثانية | البياثلون               | جون ماردون    | 308,086    | 37.00 دولارًا | 20 دولارًا | 34.107 غرامًا | 92.5% فضة / 7.5% نحاس |
| 1986 | السلسلة الثالثة | التزلج الريفي على الثلج | إيان ستيوارت  | 303,199    | 39.50 دولارًا | 20 دولارًا | 34.107 غرامًا | 92.5% فضة / 7.5% نحاس |
| 1986 | السلسلة الثالثة | التزلج الحر             | والتر أوت     | 294,322    | 39.50 دولارًا | 20 دولارًا | 34.107 غرامًا | 92.5% فضة / 7.5% نحاس |
| 1986 | السلسلة الرابعة | القفز على الجليد        | ريموند تايلور | 334,875    | 39.50 دولارًا | 20 دولارًا | 34.107 غرامًا | 92.5% فضة / 7.5% نحاس |
| 1986 | السلسلة الرابعة | الكيرلنج                | إيان ستيوارت  | 286,457    | 39.50 دولارًا | 20 دولارًا | 34.107 غرامًا | 92.5% فضة / 7.5% نحاس |
| 1987 | السلسلة الخامسة | التزلج الفني على الجليد | ريموند تايلور | 290,954    | 42.00 دولارًا | 20 دولارًا | 34.107 غرامًا | 92.5% فضة / 7.5% نحاس |
| 1987 | السلسلة الخامسة | الزلاجة الجماعية        | جون ماردون    | 274,326    | 42.00 دولارًا | 20 دولارًا | 34.107 غرامًا | 92.5% فضة / 7.5% نحاس |

مائة دولار من الذهب
| سنة  | سمة                                         | فنان         | ضرب النقود | سعر الإصدار   | الوجه     | الوزن        | التكوين                 |
| ---- | ------------------------------------------- | ------------ | ---------- | ------------- | --------- | ------------ | ----------------------- |
| 1987 | دورة الألعاب الأولمبية الشتوية الخامسة عشرة | فريدريش بيتر | 145,175    | 255.00 دولارًا | 100 دولار | 13.338 غرامًا | 58.33% ذهب / 41.67% فضة |

## الذكرى المئوية للألعاب الأولمبية
قررت اللجنة الأولمبية الدولية الاحتفال بالذكرى المئوية للألعاب الأولمبية بإصدار مجموعة عملات معدنية. كان جهدًا تعاونيًا ساهم فيه خمس دور سكّ. أصدرت اللجنة الملكية الكندية العملات الثلاث الأولى عام 1992. وشملت دور السك الأخرى النمسا، أستراليا، فرنسا، واليونان.
اثنتان من العملات المعدنية فضية بقيمة اسمية 15 دولارًا بينما العملة الثالثة ذهبية بقيمة اسمية 175 دولارًا. بيعت العملات المعدنية بقيمة 15 دولارًا بشكل فردي أو في مجموعة. عبئت العملات المعدنية الفردية في علبة جلدية قرمزي بينما عُرضت المجموعة في صندوق عرض خشبي. تميزت كلتا العملات المعدنية بقيمة 15 دولارًا بأحرف على حافتها: CITIUS و ALTIUS و FORTIUS. تميزت العملة المعدنية بقيمة 175 دولارًا بشهادة أصالة موقعة من خوان أنطونيو سامارانش. الحروف الموجودة على حافتها هي نفسها الموجودة على العملات الفضية. يوجد عدد قليل جدًا من الأمثلة النادرة لهذه العملات المعدنية ذات الحافة العادية (بدون حروف على الحافة). العملات المعدنية ذات الحافة العادية مملوكة ذات يوم لشركة الاستثمار المسؤولة عن فضيحة كوين جيت في ولاية أوهايو بلغت قيمتها 50 مليون دولار.

### عملات الذكرى المئوية
| سنة  | سمة                                                          | فنان           | ضرب النقود                | القيمة الاسمية | سعر الإصدار   | الوزن       | تعبير              |
| ---- | ------------------------------------------------------------ | -------------- | ------------------------- | -------------- | ------------- | ----------- | ------------------ |
| 1992 | متزلج سريع، لاعب قفز بالزانة، لاعب جمباز                     | ديفيد كريج     | 105,645                   | 15.00 دولارًا   | 46.95 دولارًا  | 36.63 غرامًا | 92.5% فضة          |
| 1992 | متزلج سريع، لاعب قفز بالزانة، لاعب جمباز - تشكيلة Plain Edge | ديفيد كريج     | أقل من 25                 | 15.00 دولارًا   | 46.95 دولارًا  | 36.63 غرامًا | 92.5% فضة          |
| 1992 | روح الأجيال                                                  | ستيوارت شيروود | متضمن في سك العملة الأولى | 15.00 دولارًا   | 46.95 دولارًا  | 36.63 غرامًا | 92.5% فضة          |
| 1992 | لهب                                                          | ستيوارت شيروود | 22,092                    | 175.00 دولارًا  | 429.75 دولارًا | 16.97 غرامًا | 91.6% ذهب/8.4% فضة |

## أولمبياد 2004-2016

### عملات معدنية متداولة

#### لاكي لوني
للمرة الأولى، لا يوجد على عملة الدولار الكندي المحظوظة في أولمبياد 2010 غواص، بل يوجد عليها رمز أولمبياد فانكوفر الشتوية 2010 وهو إيلانااك، عملة إينوكشوك.
| سنة  | سمة       | فنان             | ضرب النقود |
| ---- | --------- | ---------------- | ---------- |
| 2004 | لاكي لوني | آر آر كارمايكل   | 6,526,000  |
| 2006 | لاكي لوني | جان لوك جروندين  | 10,495,000 |
| 2008 | لاكي لوني | جان لوك جروندين  | 10,841,000 |
| 2010 | لاكي لوني | سوزانا بلانت     | 10,250,000 |
| 2012 | لاكي لوني | إميلي س. دامسترا | 5,000,000  |
| 2014 | لاكي لوني | إميلي س. دامسترا | 5,000,000  |
| 2016 | لاكي لوني | ديريك ويكس       | 5,000,000  |

الضربات الأولى
| سنة  | سمة       | ضرب النقود | سعر الإصدار  |
| ---- | --------- | ---------- | ------------ |
| 2006 | لاكي لوني | 20,010     | 15.95 دولارًا |

### العملات المعدنية

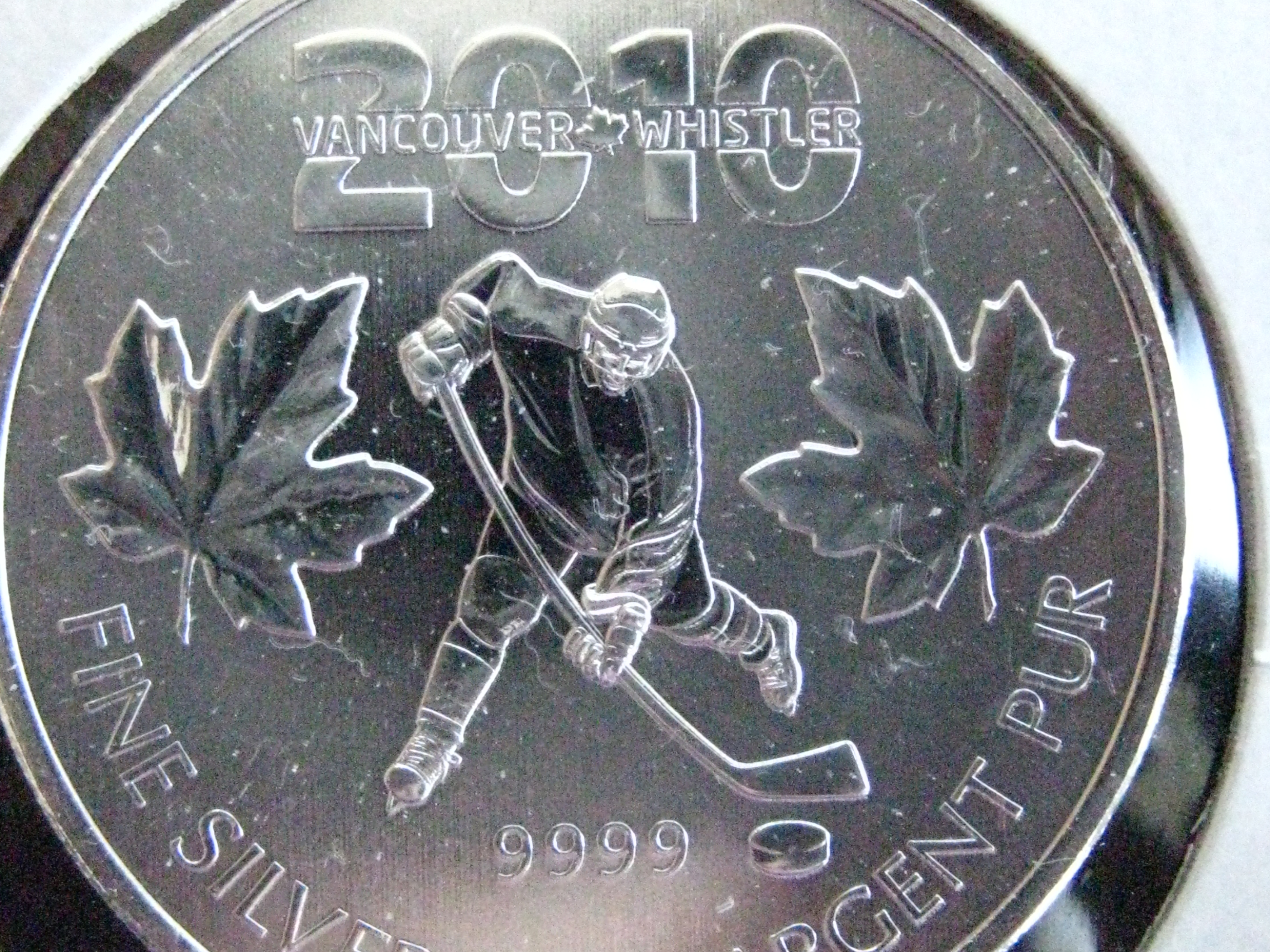
عملة تذكارية من فضة عيار 9999 على شكل ورقة القيقب لدورة الألعاب الأولمبية فانكوفر 2010

| سنة  | سمة                                   | فنان                                      | ضرب النقود | سعر الإصدار   | ملاحظات خاصة |
| ---- | ------------------------------------- | ----------------------------------------- | ---------- | ------------- | --- |
| 2002 | عملة مركز الجليد                      | آر آر كارمايكل                            | 25000      | 54.95 دولارًا  | صُنعت هذه العملة تخليدًا لذكرى فوز كندا بالميدالية الذهبية الأولمبية في هوكي الرجال والسيدات في دورة الألعاب الأولمبية الشتوية في سولت ليك سيتي عام 2002. وكانت جزءًا من مجموعة "البحث عن الذهب"، التي تضمنت طوابع أولمبية ومجلة ماكلين. ومن مميزات العملة أيضًا أنها تحمل تاريخين، الأول عام 1987 (للاحتفال بأول سنة إنتاج) والثاني عام 2002. |
| 2004 | عملة لوني محظوظة من الفضة الإسترلينية | RR كارمايكل، طاقم الكلية الملكية للموسيقى | 19,941     | 39.95 دولارًا. | لإحياء ذكرى أولمبياد أثينا 2004 |
| 2006 | عملة لوني محظوظة من الفضة الإسترلينية | جان لوك جروندين                           | 19,956     | 39 دولارًا.    | لإحياء ذكرى أولمبياد تورينو 2006 |

## أولمبياد فانكوفر 2010

### عملات التداول
يتألف برنامج تداول عملات أولمبياد فانكوفر 2010 من 17 عملة: 15 ربع دولار و2 لوني. ستُزال عبارة "DG Regina" من صورة الملكة، مما يجعل عملات الـ 25 سنتًا واحدة من العملات القليلة "الملحدة" المتداولة، حدث نادر في سك العملات الكندية. سيعود تاريخ أول عملة متداولة من فئة دولار واحد إلى عام 2008، سيكون الوجه صورة الملكة إليزابيث الثانية القياسية من تصميم سوزانا بلانت، مع عبارة "ELIZABETH II" و"DG REGINA" مع علامة "Circle M" السرية.
- في عام 2007 سُك خمسة عملات تذكارية أوليمبية مختلفة للتداول.

| سنة  | رياضة                       | فنان      | ضرب النقود | تاريخ طرحه للتداول |
| ---- | --------------------------- | --------- | ---------- | ------------------ |
| 2007 | الكيرلنج                    | جلين جرين | 22,400,000 | 24 فبراير          |
| 2007 | هوكي الجليد                 | جلين جرين | 22,400,000 | 4 أبريل            |
| 2007 | الكيرلنج على الكرسي المتحرك | جلين جرين | 22,400,000 | 11 يوليو           |
| 2007 | البياثلون                   | جلين جرين | 22,400,000 | 12 سبتمبر          |
| 2007 | التزلج على جبال الألب       | جلين جرين | 22,400,000 | 24 أكتوبر          |

جميع العملات المعدنية كانت متوفرة أيضًا في محطات الخدمة، مغلفة على بطاقة بحجم بطاقة الائتمان. في أكتوبر 2007، تعرضت العديد من عمليات طباعة عملة التزلج الألبي التي طُرحت في محطات الخدمة ولوحات العملات الخاصة بدورة الألعاب الأولمبية الشتوية 2010 لخطأ في الطباعة يُسمى "المِيل"، سُك وجه العملة عن طريق الخطأ عام 2008 بدلًا من عام 2007 المتوقع. وفقًا لدار سك العملة الملكية الكندية، طُرحت "بطاقات رياضية" و10,000 مجموعة "لوحة عملات" مع الخطأ قبل اكتشافه. [ملاحظة: سُكّت أرباع عملة التزلج الألبي الملونة لعام 2007 لاحقًا باستخدام قالب عام 2007 الصحيح]. حدث خطأ مماثل في إصدار لعبة الكيرلنج على الكراسي المتحركة، استُخدم وجه العملة بشعار دورة فانكوفر 2010 القياسي بدلًا من شعار الألعاب البارالمبية. لاقت كلتا العملتين لاحقًا طلبًا كبيرًا في سوق هواة جمع العملات. عُثر على بغال الزلاجات الجماعية لعام 2009 في التداول والعملات المعدنية الملونة.
- في عام 2008 سُكت ثلاث عملات تذكارية أوليمبية مختلفة للتداول.

| سنة  | رياضة                   | فنان      | ضرب النقود | تاريخ طرحه للتدول |
| ---- | ----------------------- | --------- | ---------- | ----------------- |
| 2008 | التزلج على الجليد       | جلين جرين | 22,400,000 | 20 فبراير         |
| 2008 | التزلج الحر             | جلين جرين | 22,400,000 | 16 أبريل          |
| 2008 | التزلج الفني على الجليد | جلين جرين | 22,400,000 | 18 نوفمبر         |

- من المقرر طرح خمسة عملات تذكارية أولمبية مختلفة للتداول عام 2009. العملات التذكارية المقترحة هي الآن عملات اللحظات الأولمبية، وثلاثة ملايين من كل عملة تذكارية ستكون باللون الأحمر.[16]

| سنة  | رياضة                                | فنان        | ضرب النقود | تاريخ طرحه لتداول |
| ---- | ------------------------------------ | ----------- | ---------- | ----------------- |
| 2009 | التزلج الريفي على الثلج              | جلين جرين   | 22,400,000 | 15 يناير          |
| 2009 | التزلج السريع                        | جلين جرين   | 22,400,000 | 12 مارس           |
| 2009 | الزلاجة الجماعية                     | جلين جرين   | 22,400,000 | 23 يونيو          |
| 2009 | هوكي الجليد للرجال                   | جيسون بومان | 22,000,000 | 29 سبتمبر         |
| 2009 | هوكي الجليد للرجال (ملون)            | جيسون بومان | 2,800,000  | 29 سبتمبر         |
| 2009 | هوكي الجليد للرجال (اللون المنقوش 2) | جيسون بومان | 200,000    | 29 سبتمبر         |
| 2009 | هوكي الجليد للسيدات                  | جيسون بومان | 22,000,000 | 17 نوفمبر         |
| 2009 | هوكي الجليد للسيدات (ملون)           | جيسون بومان | 3,000,000  | 17 نوفمبر         |

- المقرر توزيع نسختين تذكاريتين مختلفتين للألعاب الأولمبية في عام 2010.

| سنة  | رياضة                  | فنان        | ضرب النقود | تاريخ طرحه للتداول |
| ---- | ---------------------- | ----------- | ---------- | ------------------ |
| 2010 | سيندي كلاسين           | جيسون بومان | 22,000,000 | 5 يناير            |
| 2010 | سيندي كلاسين (ملونة)   | جيسون بومان | 3,000,000  | 5 يناير            |
| 2010 | هوكي الزلاجات الجليدية | جلين جرين   | 22,400,000 | 18 مارس            |

#### خمسة وعشرون سنتًا
الضربات الأولى
| سنة  | رياضة                       | فنان      | ضرب النقود | سعر الإصدار  | تاريخ طرحه للتداول |
| ---- | --------------------------- | --------- | ---------- | ------------ | ------------------ |
| 2007 | الكيرلنج                    | جلين جرين | 10,000     | 15.95 دولارًا | 24 فبراير          |
| 2007 | هوكي الجليد                 | جلين جرين | 10,000     | 15.95 دولارًا | 4 أبريل            |
| 2007 | الكيرلنج على الكرسي المتحرك | جلين جرين | 10,000     | 15.95 دولارًا | 11 يوليو           |
| 2007 | البياثلون                   | جلين جرين | 10,000     | 15.95 دولارًا | 12 سبتمبر          |
| 2007 | التزلج على جبال الألب       | جلين جرين | 10,000     | 15.95 دولارًا | 24 أكتوبر          |
| 2008 | التزلج على الجليد           | جلين جرين | 10,000     | 15.95 دولارًا | 20 فبراير          |
| 2008 | التزلج الحر                 | جلين جرين | 10,000     | 15.95 دولارًا | 16 أبريل           |
| 2009 | الزلاجة الجماعية            | جلين جرين | 10,000     | 16.95 دولارًا | 23 يونيو           |

#### لفات العملات المعدنية ذات الإصدار الخاص
- بيعت هذه اللفائف مباشرة من دار سك العملة الملكية الكندية في غلاف ورقي أحمر خاص.

| سنة  | رياضة                 | فنان      | ضرب النقود | سعر الإصدار  | تاريخ طرحه للتداول |
| ---- | --------------------- | --------- | ---------- | ------------ | ------------------ |
| 2007 | الكيرلنج              | جلين جرين | 10,000     | 16.95 دولارًا | 24 فبراير          |
| 2007 | هوكي الجليد           | جلين جرين | 10,000     | 16.95 دولارًا | 4 أبريل            |
| 2007 | الكيرلنج البارالمبي   | جلين جرين | 10,000     | 16.95 دولارًا | 11 يوليو           |
| 2007 | البياثلون             | جلين جرين | 10,000     | 16.95 دولارًا | 12 سبتمبر          |
| 2007 | التزلج على جبال الألب | جلين جرين | 10,000     | 16.95 دولارًا | 24 أكتوبر          |
| 2008 | التزلج على الجليد     | جلين جرين | 10,000     | 16.95 دولارًا | 20 فبراير          |
| 2008 | التزلج الحر           | جلين جرين | 10,000     | 16.95 دولارًا | 16 أبريل           |
| 2009 | الزلاجة الجماعية      | جلين جرين | 10,000     | 16.95 دولارًا | 23 يونيو           |

#### مجموعات عملات معدنية غير متداولة بإصدارات خاصة
| سنة  | ضرب النقود | سعر الإصدار  |
| ---- | ---------- | ------------ |
| 2007 | 30,000     | 23.95 دولارًا |
| 2008 | 30,000     | 23.95 دولارًا |
| 2009 | 30,000     | 23.95 دولارًا |

### العملات المعدنية

#### دولارات طبعة خاصة
| سنة  | سمة                           | تعبير                | وزن      | ينهي                          | فنان                    | ضرب النقود | سعر الإصدار |
| ---- | ----------------------------- | -------------------- | -------- | ----------------------------- | ----------------------- | ---------- | ----------- |
| 2010 | أولمبياد فانكوفر 2010 : الشمس | 92.5% فضة، 7.5% نحاس | 30 غرامًا | نقش بارز على حقل يشبه البرهان | Xwa Lack Tun (ريك هاري) | 5000       | 139.95      |

#### خمسة وعشرون دولارًا
تحديد
| تعبير                | ينهي                                          | الوزن (غرام) | القطر (ملم) | ملاحظات خاصة                                                                 |
| -------------------- | --------------------------------------------- | ------------ | ----------- | ---------------------------------------------------------------------------- |
| 92.5% فضة، 7.5% نحاس | دليل (مع صورة ثلاثية الأبعاد على الوجه الآخر) | 27.78        | 40          | أول مجموعة عملات معدنية ثلاثية الأبعاد على الإطلاق للألعاب الأولمبية الشتوية |

| سنة  | رياضة                          | فنان              | ضرب النقود | سعر الإصدار       | تاريخ طرحه للتداول |
| ---- | ------------------------------ | ----------------- | ---------- | ----------------- | ------------------ |
| 2007 | الكيرلنج                       | ستيف هيبورن       | 45,000     | 69.95 دولارًا      | 24 فبراير          |
| 2007 | هوكي الجليد                    | ستيف هيبورن       | 45,000     | 69.95 دولارًا      | 4 أبريل            |
| 2007 | فخر الرياضيين                  | شيلاغ أرمسترونج   | 45,000     | 69.95 دولارًا      | 11 يوليو           |
| 2007 | البياثلون                      | بوني روس          | 45,000     | 69.95 دولارًا      | 12 سبتمبر          |
| 2007 | التزلج على جبال الألب          | بريان هيوز        | 45,000     | 69.95 دولارًا      | 24 أكتوبر          |
| 2008 | التزلج على الجليد              | ستيف هيبورن       | 45,000     | 71.95 دولارًا      | 20 فبراير          |
| 2008 | التزلج الحر                    | جون ماردون        | 45,000     | 71.95 دولارًا      | 16 أبريل           |
| 2008 | موطن الألعاب الشتوية لعام 2010 | شيلاغ أرمسترونج   | 45,000     | 71.95 دولارًا      | 23 يوليو           |
| 2008 | التزلج الفني على الجليد        | ستيف هيبورن       | 45,000     | 71.95 دولارًا      | 10 سبتمبر          |
| 2009 | الزلاجة الجماعية               | بوني روس          | 45,000     | 71.95 دولارًا      | 23 يونيو           |
| 2009 | التزلج السريع                  | توني بيانكو       | 45,000     | 71.95 دولارًا      | 18 فبراير          |
| 2009 | التزلج الريفي على الثلج        | سيتم تحديده لاحقًا | 45,000     | 71.95 دولارًا      | 15 أبريل           |
| 2009 | الروح الأولمبية                | سيتم تحديده لاحقًا | 45,000     | سيتم تحديده لاحقًا | 22 يوليو           |
| 2009 | هيكل عظمي                      | سيتم تحديده لاحقًا | 45,000     | سيتم تحديده لاحقًا | 9 سبتمبر           |
| 2009 | القفز على الجليد               | سيتم تحديده لاحقًا | 45,000     | سيتم تحديده لاحقًا | 7 أكتوبر           |

#### خمسة وسبعون دولارًا
تحديد
| تعبير                  | ينهي                              | الوزن (غرام) | القطر (ملم) | ملاحظات خاصة                                           |
| ---------------------- | --------------------------------- | ------------ | ----------- | ------------------------------------------------------ |
| 58.33% ذهب، 41.67% فضة | دليل (مع اللون على الجانب الخلفي) | 12           | 27          | مواضيع الثقافة الكندية والحياة البرية والألعاب الشتوية |

| سنة  | تصميم                          | فنان              | ضرب النقود        | سعر الإصدار       | تاريخ طرحه للتداول |
| ---- | ------------------------------ | ----------------- | ----------------- | ----------------- | ------------------ |
| 2007 | الشرطة الملكية الكندية         | سيسيلي موك        | 8000              | 389.95 دولارًا     | 24 فبراير          |
| 2007 | فخر الرياضيين                  | شيلاغ أرمسترونج   | 8000              | 389.95 دولارًا     | 11 يوليو           |
| 2007 | أوز كندا                       | كيري بورنيت       | 8000              | 389.95 دولارًا     | 24 أكتوبر          |
| 2008 | أربعة من الأمم الأولى المضيفة  | جودي برومفيلد     | 8000              | 409.95 دولارًا     | 20 فبراير          |
| 2008 | موطن الألعاب الشتوية لعام 2010 | شيلاغ أرمسترونج   | 8000              | 409.95 دولارًا     | 23 يوليو           |
| 2008 | إينوكشوك                       | كاثرين دير        | 8000              | 409.95 دولارًا     | 29 أكتوبر          |
| 2009 | ذئب                            | أرنولد نوجي       | 8000              | 433.95 دولارًا     | 18 فبراير          |
| 2009 | الروح الأولمبية                | سيتم تحديده لاحقًا | سيتم تحديده لاحقًا | سيتم تحديده لاحقًا | 17 يونيو           |
| 2009 | موس                            | سيتم تحديده لاحقًا | سيتم تحديده لاحقًا | سيتم تحديده لاحقًا | 9 سبتمبر           |

#### مائتان وخمسون دولارًا
تحديد
| تعبير           | ينهي | الوزن (غرام) | القطر (ملم) | ملاحظات خاصة                                             |
| --------------- | ---- | ------------ | ----------- | -------------------------------------------------------- |
| 99.99% فضة نقية | دليل | 1000         | 101.6       | لأول مرة تنتج RCM عملة فضية خالصة بوزن مضمون يبلغ 1 كيلو |

| سنة  | تصميم             | فنان                                      | ضرب النقود | سعر الإصدار     |
| ---- | ----------------- | ----------------------------------------- | ---------- | --------------- |
| 2007 | كندا المبكرة      | ستان ويتن                                 | 2500       | 1,299.95 دولارًا |
| 2008 | نحو الاتحاد       | سوزان تايلور                              | 2500       | 1,599.95 دولارًا |
| 2009 | النجاة من الطوفان | النقاشون في دار سك العملة الملكية الكندية | 1500       | 1,599.95 دولارًا |

#### ثلاثمائة دولار
تحديد
| تعبير                  | ينهي                            | الوزن (غرام) | القطر (ملم) | ملاحظات خاصة                                                                         |
| ---------------------- | ------------------------------- | ------------ | ----------- | ------------------------------------------------------------------------------------ |
| 58.33% ذهب، 41.67% فضة | إثبات (السبائك على الوجه الآخر) | 60           | 50          | يتكرر على كل عملة دائرة من الوجوه المنحوتة التي تنظر إلى ثلاثة تصميمات مركزية مختلفة |

| سنة  | تصميم           | فنان                                                              | ضرب النقود | سعر الإصدار     |
| ---- | --------------- | ----------------------------------------------------------------- | ---------- | --------------- |
| 2007 | المُثُل الأولمبية | ديفيد كريج (التصميم الداخلي)، لوري ماكجاو (تصميم الحلقة الخارجية) | 2500       | 1,499.95 دولارًا |
| 2008 | مسابقة          | ديفيد كريج (التصميم الداخلي)، لوري ماكجاو (تصميم الحلقة الخارجية) | 2500       | 1,565.95 دولارًا |
| 2009 | الصداقة         | يُحدد لاحقًا                                                        | يُحدد لاحقًا | يُحدد لاحقًا      |

#### ألفان وخمسمائة دولار
تحديد
| تعبير          | ينهي | الوزن (غرام) | القطر (ملم) | ملاحظات خاصة                                                   |
| -------------- | ---- | ------------ | ----------- | -------------------------------------------------------------- |
| 99.99% ذهب نقي | دليل | 1000         | 101.6       | لأول مرة تنتج شركة RCM عملة ذهبية خالصة بوزن مضمون يبلغ 1 كيلو |

| سنة  | تصميم             | فنان                                      | ضرب النقود | سعر الإصدار      |
| ---- | ----------------- | ----------------------------------------- | ---------- | ---------------- |
| 2007 | كندا المبكرة      | ستان ويتن                                 | 20         | 36,000.00 دولارًا |
| 2008 | نحو الاتحاد       | سوزان تايلور                              | 20         | 49,000.00 دولارًا |
| 2009 | النجاة من الطوفان | النقاشون في دار سك العملة الملكية الكندية | 40         | 49,000.00 دولارًا |

### عملات السبائك
توصلت دار سك العملة الملكية الكندية واللجنة الأولمبية الدولية إلى اتفاق بشأن عملات ذهبية وفضية من نوع ورقة القيقب الأولمبية. أُعلن عن هذا الاتفاق في 3 أغسطس 2007، يُسمح للدار بسك عملات ذهبية تحمل شعارات دورة الألعاب الأولمبية والبارالمبية لعام 2010. الإصدار من عملتين: عملة ذهبية من نوع ورقة القيقب، وعملة فضية كندية من نوع ورقة القيقب، ستحمل كلتا العملتين تاريخ عام 2008. يعني الاتفاق الجديد تبيع الدار الآن العملات الأولمبية من خلال جميع خطوط أعمالها الرئيسية: السبائك، التداول، وعلم العملات.

## دورة الألعاب البارالمبية الشتوية 2010
صدرت عملتان تذكاريتان متداولتان لدورة الألعاب البارالمبية الشتوية 2010. مدرجتان في الجدول أعلاه، كما أُدرجتا بشكل منفصل لتسهيل الرجوع إليهما.
تحديد
| سنين            | وزن      | القطر/الشكل | تعبير                                  |
| --------------- | -------- | ----------- | -------------------------------------- |
| 2007 – حتى الآن | 4.4 غرام | 23.88 ملم   | 94.0% فولاذ، 3.8% نحاس، 2.2% طلاء نيكل |

تفاصيل
| تاريخ الإصدار | رياضة                       | فنان      | ضرب النقود |
| ------------- | --------------------------- | --------- | ---------- |
| 11 يوليو 2007 | الكيرلنج على الكرسي المتحرك | جلين جرين | 22,400,000 |
| 18 مارس 2010  | هوكي الزلاجات الجليدية      | جلين جرين | 22,400,000 |

## كِلا الألعاب الشتوية لعام 2010

### عملات التميمة
تحمل كل عملة معدنية شخصية تميمة من شخصيات أولمبياد فانكوفر 2010 وأولمبياد المعاقين: ميجا، كواتشي، سومي . لكن لا تحمل أي عملة معدنية شخصية موكموك، وهو "رفيق" لهذه الشخصيات.
| سنة  | جالب الحظ | القطر     | وزن      | سعر الإصدار  |
| ---- | --------- | --------- | -------- | ------------ |
| 2008 | ميجا      | 23.88 ملم | 4.4 غرام | 15.95 دولارًا |
| 2008 | كواتشي    | 23.88 ملم | 4.4 غرام | 15.95 دولارًا |
| 2008 | سومي      | 23.88 ملم | 4.4 غرام | 15.95 دولارًا |

### وضعيات التميمة الرياضية
تحمل كل عملة معدنية صورة تميمة رياضية إما ميجا أو كواتشي أو كليهما، بالإضافة إلى سومي واحد. لا تحمل أي عملة صورة موكموك، وهو "رفيق" لهذه التميمة. القيمة الاسمية لجميع العملات المعدنية 50 سنتًا، مغلفة بغلاف بلاستيكي، وكان سعر الإصدار 9.95 دولارًا.
| جالب الحظ    | وضعية الرياضة                     |
| ------------ | --------------------------------- |
| ميجا         | التزلج على جبال الألب             |
| كواتشي وميغا | الزلاجة الجماعية                  |
| كواتشي وميغا | التزلج الفني على الجليد           |
| ميجا         | هوكي الجليد                       |
| كواتشي       | هوكي الجليد                       |
| كواتشي       | التزلج العملاق المتوازي           |
| سومي         | التزلج على جبال الألب البارالمبية |
| سومي         | هوكي الزلاجات البارالمبي          |
| ميجا         | هيكل عظمي                         |
| ميجا         | التزلج الهوائي                    |
| كواتشي       | سباق التزلج على الجليد            |

## روابط خارجية
- قانون دار سك العملة الملكية الكندية
- الجمعية الملكية الكندية لعلم العملات